# 刈田貞子
刈田 貞子（かりた ていこ、1932年5月21日 - ）は、日本の政治家、元公明党参議院議員（2期）。

## 来歴
東京都出身。東京学芸大学中退。結婚後はPTA活動や消費者運動など社会運動に携わる。国立市の教育委員を務めた後、1983年の第13回参議院議員通常選挙で公明党から比例区に立候補して当選。1989年の参議院選挙でも再選した。この間に公明党婦人局長なども務めた。1994年新進党に参加。翌年の参議院選挙には立候補しなかった。